# Ochodaeus cornutus
Ochodaeus cornutus is een keversoort uit de familie Ochodaeidae. De wetenschappelijke naam van de soort is voor het eerst geldig gepubliceerd in 1910 door Ohaus.